# Gorges de la Pierre-Lys
Soutěska gorges de la Pierre-Lys, nazývaná též defilé de la Pierre-Lys, se nachází v pohoří Pyreneje, na jihu francouzského departementu Aude v metropolitním regionu Okcitánie. Soutěsku vytvořila řeka Aude a je součástí soutěsky horního údolí Aude, které je ve své střední části velmi úzké. Tato soutěska se vyznačuje svou mimořádnou délkou, úzkostí a vysokými a strmými útesy.
Nachází se na západě regionálního přírodního parku Corbières-Fenouillèdes.

## Geografie
Řeka Aude, která stéká z Pyrenejí od svého pramene v oblasti Capcir, vytvořila při svém toku řadu majestátních kaňonů jako jsou soutěska gorges de Saint-Georges, a gorges de la Pierre-Lys. 
Soutěska gorges de la Pierre-Lys je dlouhá dva kilometry, široká na svém nejužším místě dvacet metrů, s útesy vysokými více než 300 m. Soutěsku lemují na obou stranách vesnice Belvianes-et-Cavirac a Saint-Martin-Lys. Soutěskou prochází silnice spojující městečka Quillan a Axat. 
Ve stěnách soutěsky byly v roce 1904 vybudovány železniční tunely tratě spojující Quillan a Saint-Paul-de-Fenouillet. 

## Historie
Stará silnice vedoucí po skalním svahu nad řekou Aude umožňovala přístup do obce Saint-Martin-Lys.
Až do konce 18. století bylo možné soutěsku Gorges de la Pierre-Lys překonat pouze pěšky po břehu řeky Aude za nízkého stavu její hladiny. Řeka byla nicméně využívána přinejmenším od středověku k přepravě a obchodu se dřevem pomocí vorů. V dnešní době se upřednostňuje silniční doprava, která ji nahradila. Přirozená překážka, kterou soutěska představuje, vytváří hranici mezi historickými regony Razès a Fenouillèdes.
Průchod soutěskou Pierre-Lys byl dílem abbého Félixe Armanda, který sám slavnostně zasadil první ránu krumpáčem do úpatí skály, která bránila vstupu do údolí; o šest let později, v květnu 1781, již touto soutěskou procházela úzká a klikatá stezka. Francouzská revoluce přerušila pokračování prací, ale silnice byla dokončena v roce 1821 jako departamentální silnice a celá rozsáhlá oblast, bohatá na lesy, dobytek, píci, termální a minerální prameny, dosud izolovaná a jakoby uzavřená, se od té doby ocitla v snadném spojení s Quillanem a zbytkem departementu.
22. května 1904, na svátek Letnic, byla slavnostně otevřena železniční trať mezi Quillanem a Saint-Paul-de-Fenouillet, vedoucí přes Axat, Saint-Martin-Lys, Belvianes-et-Cavirac a přes soutěsku Pierre-Lys. Úsek železnice mezi Quillanem a Saint-Paul-de-Fenouillet byl pro osobní dopravu uzavřen 18. dubna 1939. V roce 1992 bylo založeno sdružení TPCF pro obnovení železniční dopravy mezi Saint-Paul-de-Fenouillet a Axatem a první osobní vlak do stanice Axat dojel v roce 2001. Zbývající úsek mezi Axatem a Quillanem procházející soutěskou gorges de la Pierre-Lys se pro železniční dopravu nevyužívá.
Údolí až za Saint-Martin-Lys je od prosince 1946 zapsáno v seznamu památek.

## Sport
Gorges de la Pierre-Lys je oblíbeným místem pro vodní sporty a patří k nejkrásnějším místům Pyrenejí. Každý rok sem přijíždí padesát tisíc lidí, aby se věnovali raftingu, plavání v divoké vodě a kajaku. Soutěska také oblíbeným místem pro horolezce.
Pro turisty je vybudována stezka spojující vesnici Belvianes s vyhlídkou Belvédère du Diable, která se tyčí nad kaňonem.

## Galerie

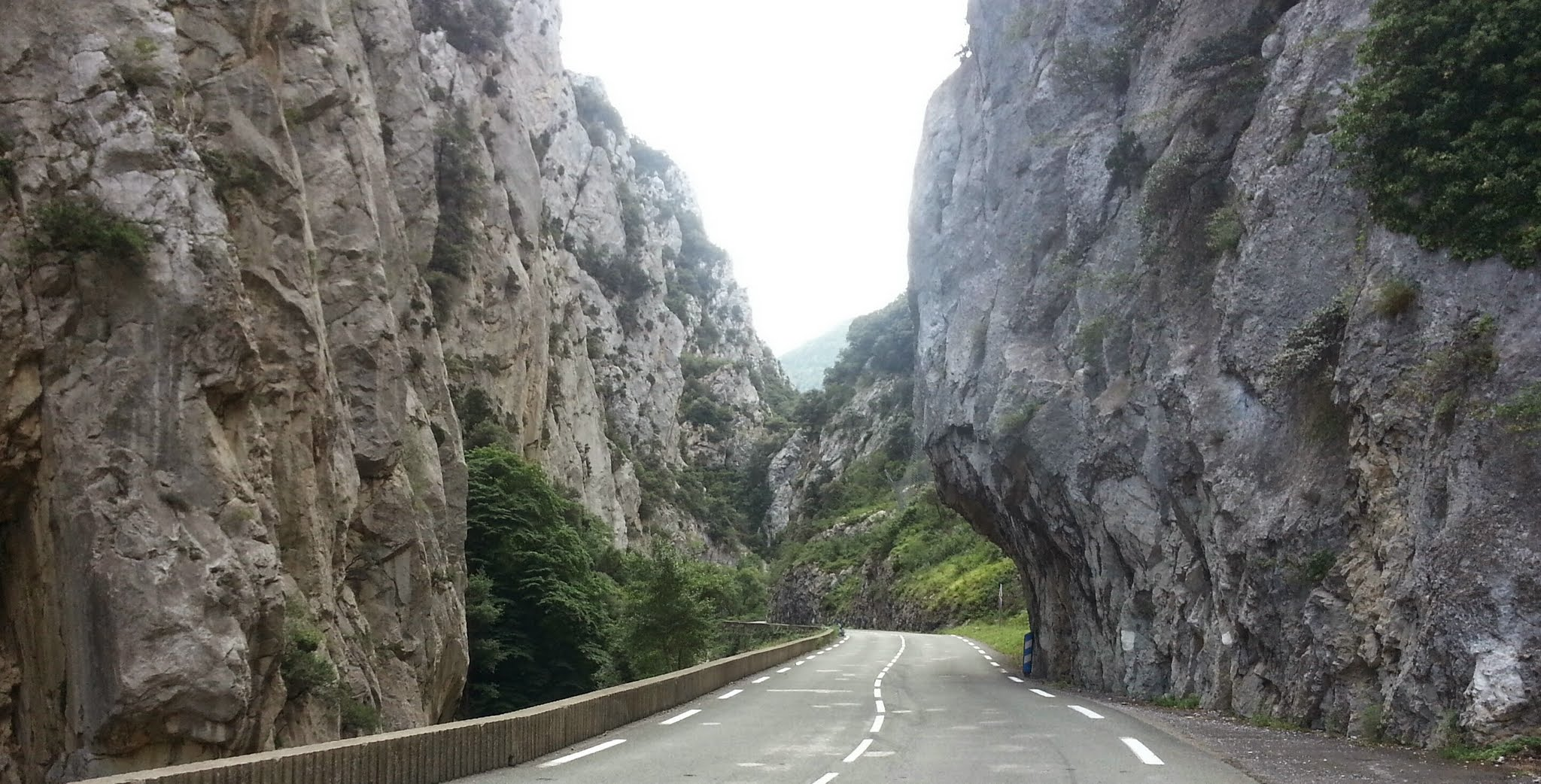
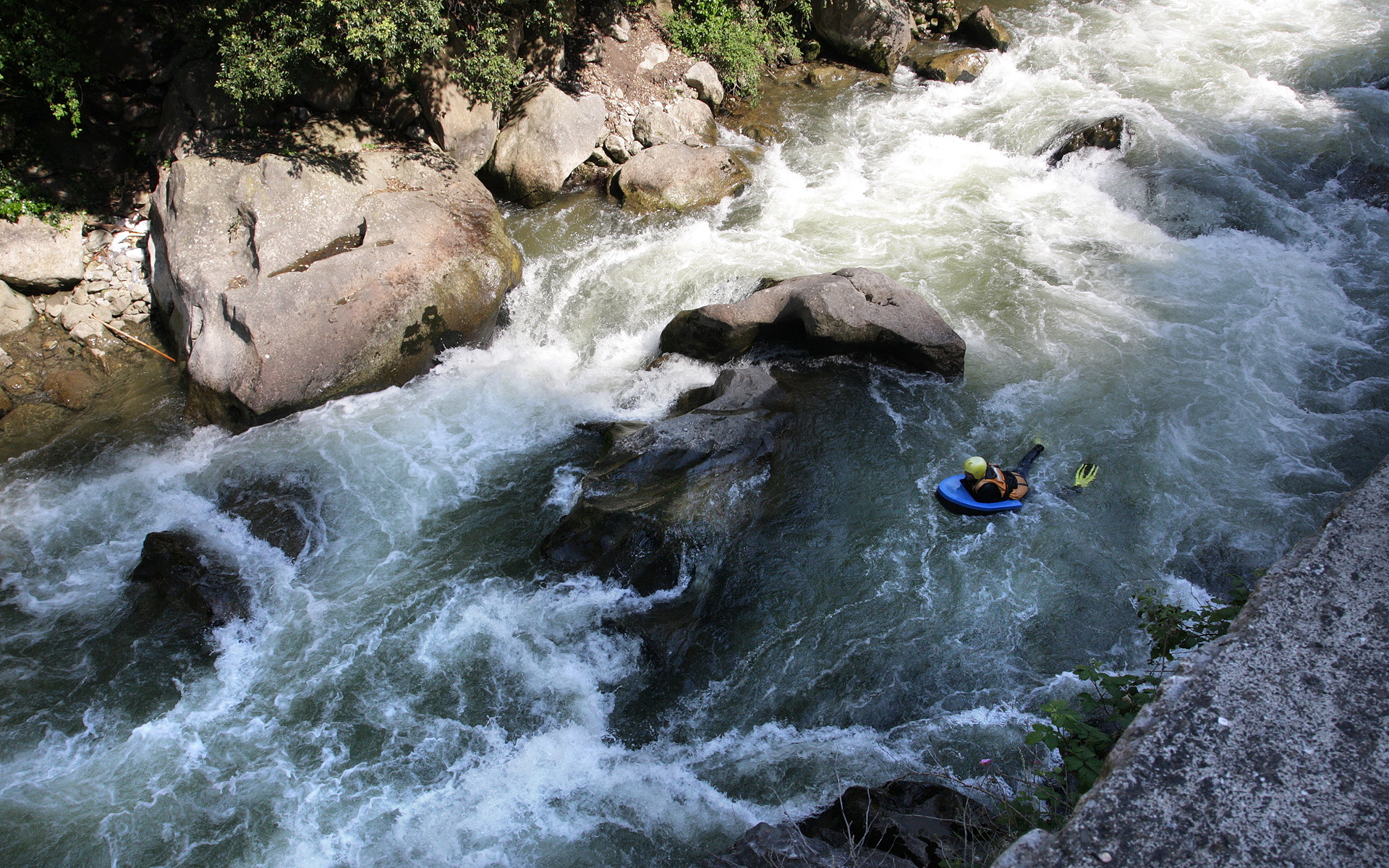
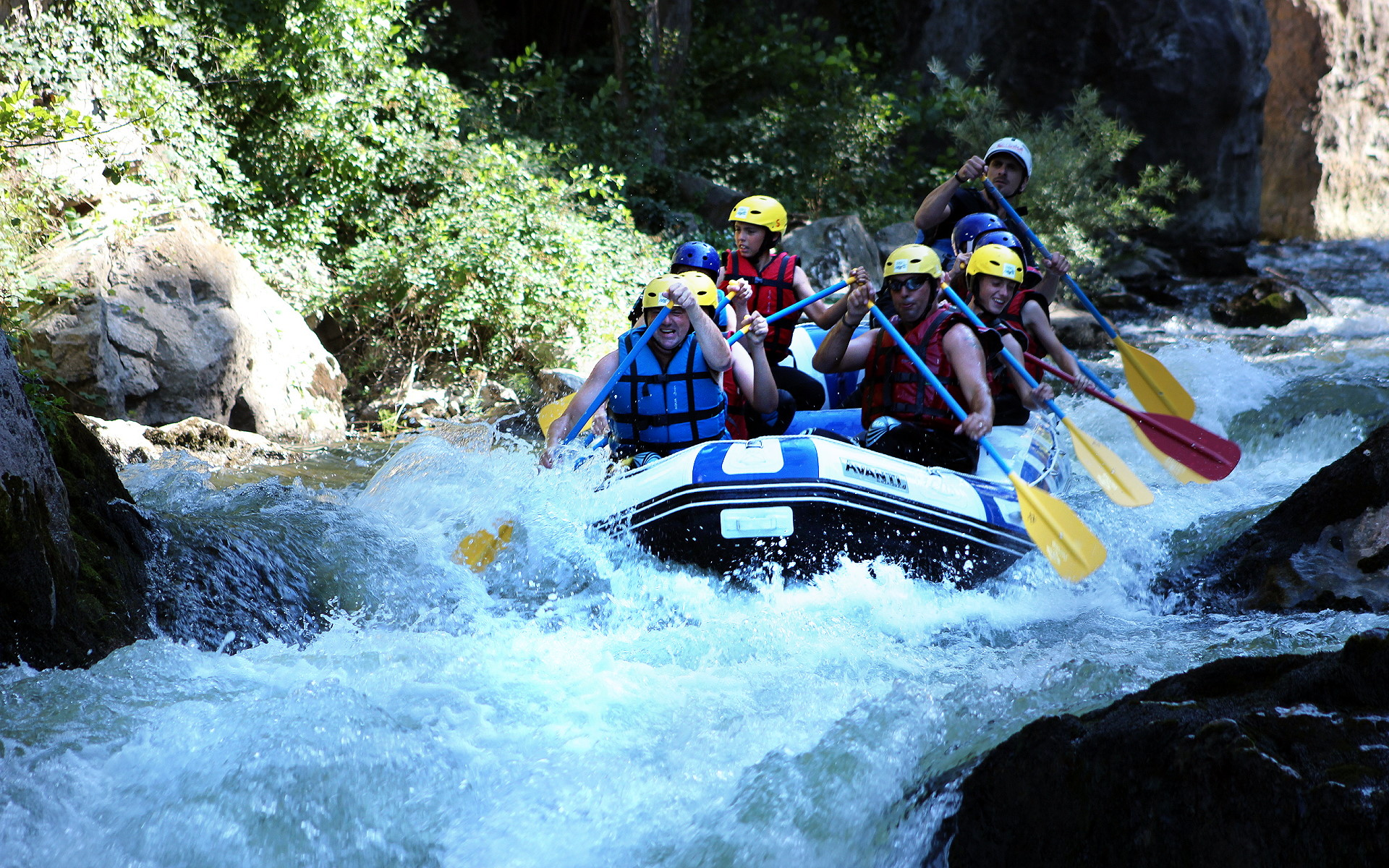
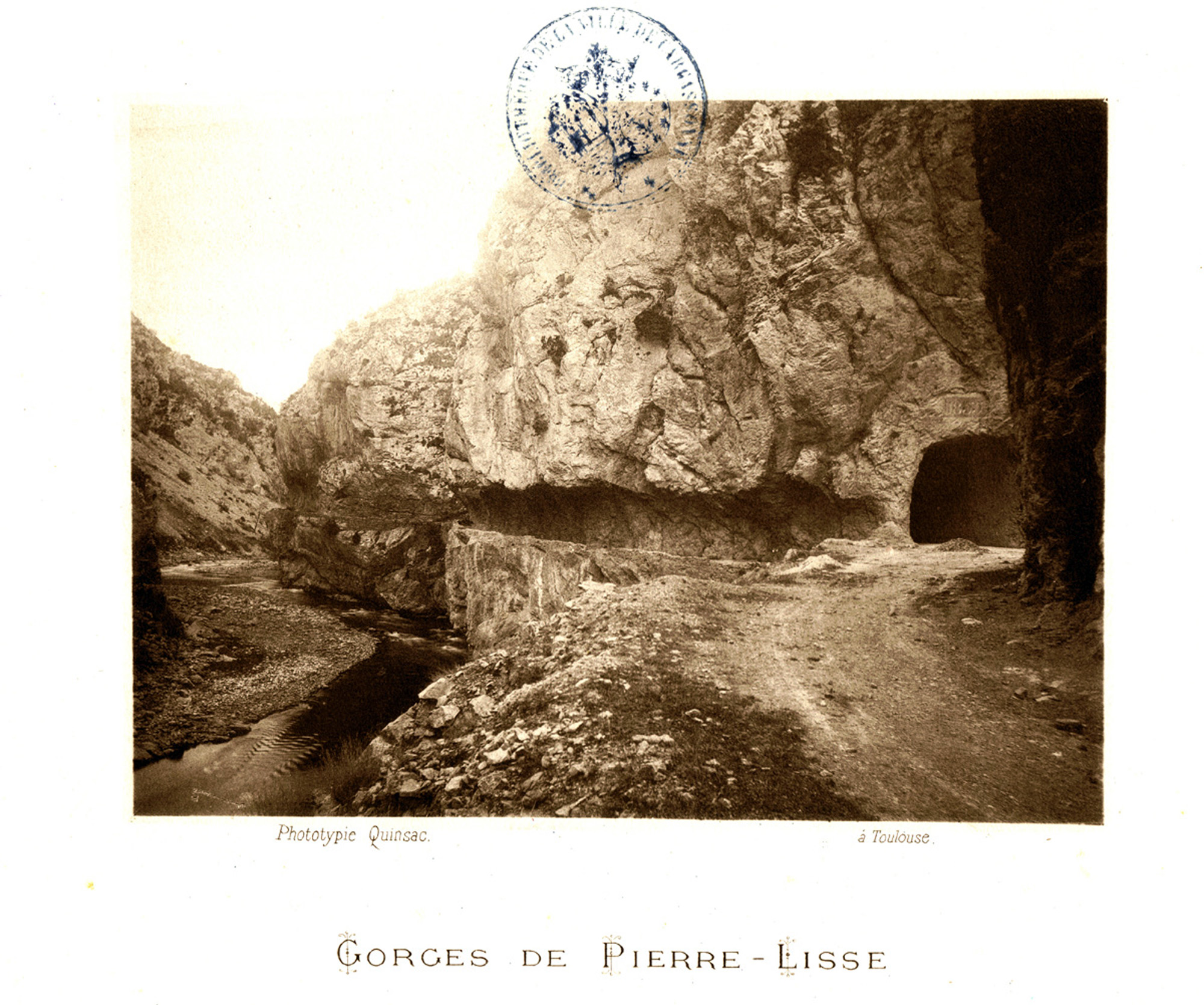
pohled na původní cestu vytesanou abbém Armandem do úbočí skalní stěny